# Зердаб
Зердаб (азерб. Zərdab) — город в Азербайджане, административный центр Зердабского района. Расположен на левом берегу реки Куры, в 35 км к югу от железнодорожной станции Уджар.

## История
В XIX веке селение Зардоб входило в Геокчайский уезд Бакинской губернии. В 1935 году стал административным центром Зардобского района, но в 1962 году вошёл в состав Уджарского района Азербайджанской ССР. 24 сентября 1960 года Зардоб получил статус посёлка городского типа. В 1965 году Зардобский район был восстановлен и посёлок вновь стал районным центром, а в 1968 году он получил статус города.
Название происходит от персидского «зард» (желтый) и «аб» (вода) — жёлтая вода.

## Экономика
В городе располагаются предприятия лёгкой и пищевой промышленности.

## Население
По данным Энциклопедического словаря Брокгауза и Ефрона, издававшегося в конце XIX — начале XX веков, население селения состояло из «адербейджанских татар» (азербайджанцев) численностью 1538 человек.
По всесоюзной переписи населения 1989 года в Зардобе проживало 8450 человек.

## Известные уроженцы
Уроженцем Зердаба является Гасан-бек Зардаби — азербайджанский просветитель и публицист.